# Князівство
Князівство — історична суспільно-політична і військова структура або територіальне утворення, правителем якого був князь. Князівство є монархічним леном або суверенним регіоном, де правив або царював монарх з титулом князя, великого князя, принца, кагана, або (у найширшому сенсі) монарх з іншою назвою в межах загального використання терміна «князь». Князівство — це феодальне утворення, складова процесу державотворення. Деякі з князівств ніколи не мали державного устрою, а були швидше територіями, відносно яких проводилося правління в княжому стилі. Майно князя і багатства могли бути розташовані як в основному князівстві, так і повністю за межами географічних кордонів князівства. Термін «князівство» також іноді використовується в загальному сенсі для будь-якої маленької монархії, особливо для невеликих суверенних суспільно-політичних і військових структур та/або територіальних утворень де править монарх меншого рангу.

## Київська Русь
У Київській державі князівства виникли в 9 — на початку 10 ст. і часто називалися «землями». Іменувалися князівства, звичайно, за назвою головного міста — Київське, Галицьке, Чернігівське та ін. Князівства, в свою чергу, поділялися на уділи представників князівської сім'ї (удільні князівства).
Для означення деяких великих монархічних держав у 10-16 ст. вживався термін «велике князівство» (наприклад, Велике князівство Литовське) (від «великий князь»). Наприкінці 12 ст. значна частина українських земель була об'єднана у складі Волинсько-Галицького князівства. В 14 ст. це князівство, незважаючи на довгу і кровопролитну боротьбу, втратило свою незалежність. Галицьку землю захопила Польща, а К., що існували на землях Волині, Поділля, Київщини, Переяславщини, Чернігово-Сіверщини, увійшли до складу Великого князівства Литовського (з 1398 р. держава називалась Велике князівство Литовське, Руське і Жемайтійське). В 1470 р. перестало існувати останнє українське державне утворення періоду Середньовіччя — Київське Князівство.

## Європейські князівства
Хоча князівства існували в давнину, ще до росту Римської імперії, князівства, які відомі сьогодні, розвивались в середні віки, між 350 і 1450 рр., коли феодалізм був основою економічної та соціальної системи, в більшій частині Європи. Феодалізм поступово збільшував владу місцевих князів у землях короля чи великого князя, і, з часом, влада короля зменшувалась. Це призвело до політичної роздробленості, і землі короля були розбиті на міні-монархії де правили князі і герцоги, які володіли абсолютною владою над своєю невеликою територією. Це було особливо поширене в Європі, і особливо з князями Священної Римської імперії.
Під час Ренесансу від 1200 до 1500 рр, князівства були часто в стані війни один з одним, а королівські будинки стверджували суверенітет одних князівств над меншими князівствами. Ці війни привели до нестабільності та руйнування економіки. Епідемії хвороб (бубонної чуми) також зменшували силу князівств, щоб вижити самостійно. Зрештою, розвиток сільського господарства, розвиток промисловості, поява нових товарів і торгових послуг призвело до зростання торгівлі між князівствами. Багато з цих князівств ставали багатшими, розширювались їх території, покращувались послуги, що надаються своїм громадянам, будувались нові порти і інші установи.

### Консолідація
Хоча деякі князівства процвітали в їх незалежності, менш успішні князівства були поглинені сильнішими. Європа побачила консолідації дрібних князівств у більші царства і імперії. Це вже сталося в Англії в першому тисячолітті, і ця тенденція надалі призвела до створення таких держав, як Франція, Португалія та Іспанія. Іншою формою консолідації була організація в Італії в епоху Відродження за часів сімейства Медічі. Сім'ї банкірів з Флоренції Медічі, взяли під контроль уряд в різних італійських регіонах і навіть передбачувалось папство. Потім вони призначили членів родини як князів і забезпечували їх захист як контрольованих Ватиканом. Пруссія також пізніше була розширена за рахунок купівлі території багатьох інших таких регіонів.
Однак у 17-19-му століттях, особливо в рамках Священної Римської імперії, відбувався також і зворотний процес: багато нових невеликих суверенних держав виникли в результаті передачі землі з різних причин.
Наприкінці 19 століття став популярним націоналізм — переконання, що держава-нація є найкращим засобом для реалізації сподівань народу. Характерним для націоналізму була перевага до лояльності народу, а не лояльності до монархів. З таким розвитком подій, князівства потрапили у «немилість». Як компроміс, багато князівств об'єдналися з сусідніми регіонами і прийняли конституційну форму правління з монархом, який став просто як підставна особа, у той час як адміністрація була залишена в руках обраних парламентів. Тенденцією в 19 і 20 століттях стало скасування різних форм монархії і створення республіканського уряду на чолі з всенародно обраними президентами. Проте існували і винятки, коли були утворені держави-імперії, які стояли в опозиції до націоналізму і парламентаризму, а на зміну монарху прийшов вождь: Фашистська Італія, Гітлерівська Німеччина і більшовицький СРСР.

## Духовні князівства
Існувало кілька князівств, де генеалогічне спадкування влади замінюється наступністю у релігійному офісі Римсько-католицької церкви. В кожному випадку, князівства були побудовані на феодальному державному устрої (часто колишні світські князівства в широкому сенсі). В силу займаної посади еквівалентна наступність вже називалася як кардинал (Принц/князь церкви; англ. Prince of the Church), князь-єпископ (англ. Prince-Bishop), принц-настоятель (принц-абат, англ. Prince-abbot), або, як приклад, форма держави хрестоносців, де Великий Магістр (Магістр ордену) був формальним і виконавчим «директором» військово-феодальної піраміди, яку можна вважати «державою в державі», особливо в 'хрестоносців'.

## Інші князівства

### Князівства неєвропейських країн і колоніального світу
Князівства існували в стародавніх і сучасних цивілізаціях Африки, Азії, доколумбової Америки і Океанії.
Проте в колоніальному контексті термін «князівство», як правило, є найкращим, особливо для тих, хто опинився під впливом європейської колонізації, наприклад, в Британській Індії (англ. Presidencies and provinces of British India) і в сусідніх або пов'язані з ними (наприклад, арабських) князівств, що перебували під владою монархів, і називали «князів» англійцями, незалежно від рідних стилів, які можна було б еквівалентно застосовувати (в тому числі королівського чи навіть імперського рангу) в залежності від автохтонних культур. Такі адміністративно-територіальні одиниці на території Індії здавались в оренду або були суверенами будь то Ост-Індська компанія або Британська корона між 1612 і 1947 роками.

### Мікронації, які стверджують, що вони є князівствами
Існує кілька мікронацій, які більш-менш серйозно стверджують суверенітет, але не визнаються як держави, а також претендують на статус суверенних князівств. Найпомітніші в Європі: Сіландія — біля берегів Англії, і Себорга — невелике місто в Італії. Інші мікронаціональні князівства в іншому місці включають: Князівство Хат Рівер (англ. Principality of Hutt River) в Австралії; прикладом іншої мікронації є Республіка Мінерви в південній частині Тихого океану.

## Інші області застосування терміна
В комп'ютерних іграх,та літературі.